# Hely Tarqüínio
Hely Tarqüínio (Uberaba, 10 de abril de 1940) é um médico e político brasileiro do estado de Minas Gerais filiado ao Partido Verde (PV).
Hely Tarqüínio atua como deputado estadual e 2º-Secretário da Mesa da Assembleia em Minas Gerais.